# منقارية منفرجة الأزهار
منقارية منفرجة الأزهار (الاسم العلمي:Rostraria obtusiflora) هي نوع من النباتات يتبع جنس المنقارية من الفصيلة النجيلية.